# Maria Francesca del Palatinato-Sulzbach
Maria Francesca del Palatinato-Sulzbach (Maria Franziska Dorothea Christina von Pfalz-Sulzbach; Schwetzingen, 15 giugno 1724 – Sulzbach, 15 novembre 1794) fu per nascita contessa palatina di Sulzbach e membro del casato di Wittelsbach, e per matrimonio contessa palatina e duchessa di Zweibrücken-Birkenfeld.

## Biografia

### Infanzia

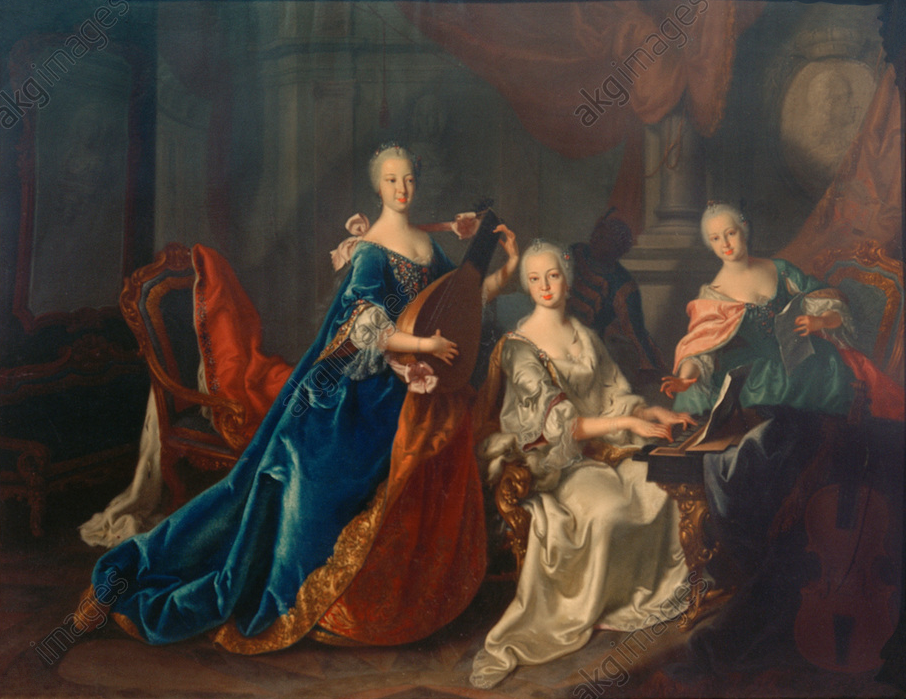
Maria Francesca ritratta in giovane età con le sorelle Elisabetta Augusta e Maria Anna da Jan Philips von der Schlichten, 1742, Museo Reiss Engelhorn, Mannheim

Nata a Schwetzingen, era la quinta figlia di Giuseppe Carlo, conte palatino di Sulzbach e della contessa palatina Elisabetta Augusta Sofia di Neuburg. Dei suoi fratelli e sorelle, soltanto lei e due sorelle maggiori raggiunsero l'età adulta: Elisabetta Augusta e Maria Anna.
Suo padre fu designato a succedere a suo suocero Carlo III Filippo, elettore palatino, ma non prese mai possesso della sua eredità a causa della sua prematura morte nel 1729. La sorella maggiore di Maria Francesca, Elisabetta Augusta, divenne in seguito la moglie del successivo erede dell'Elettorato Palatino, il cugino Carlo Teodoro di Baviera - figlio di un fratello minore del padre Giuseppe Carlo.

### Matrimonio

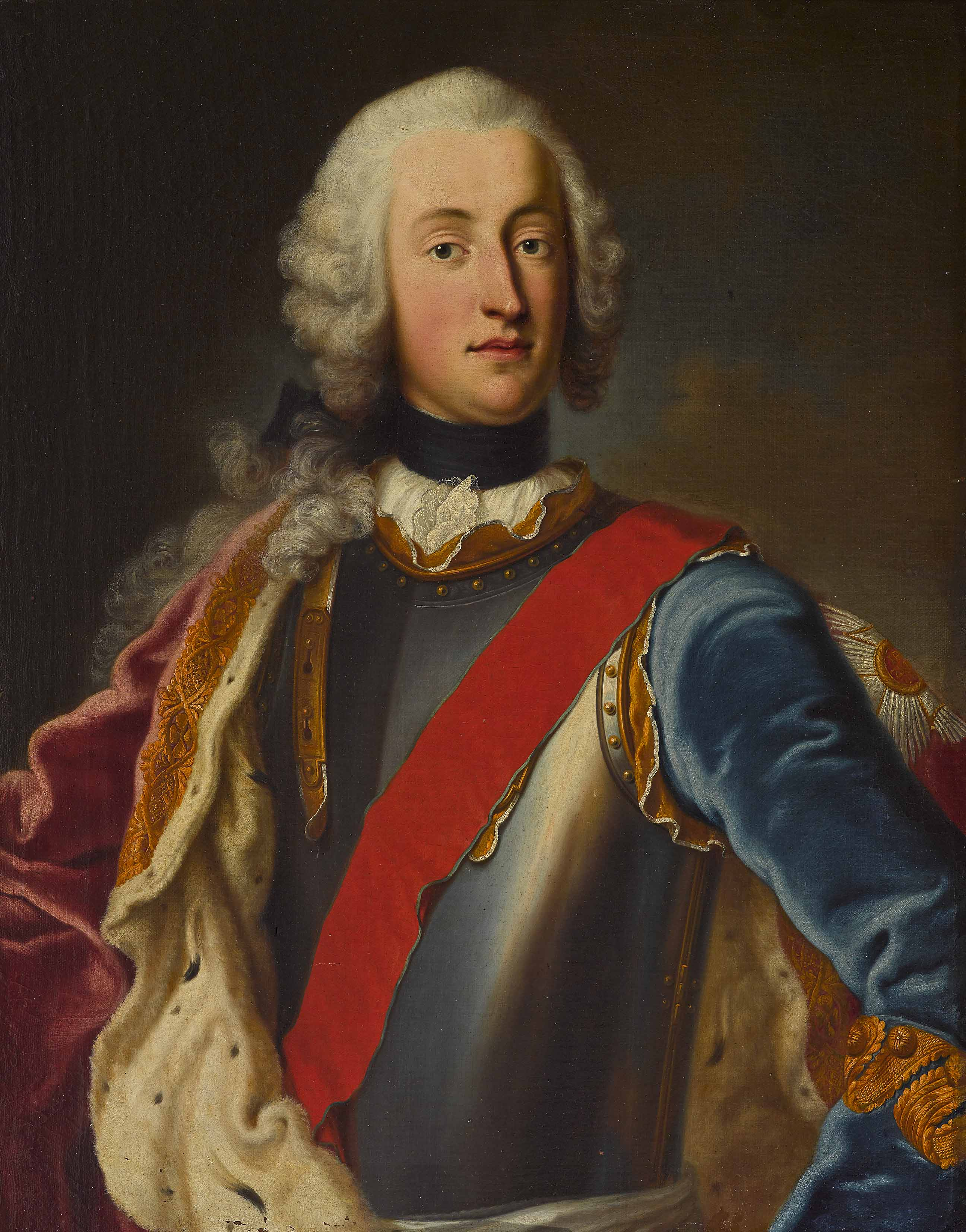
Il conte palatino Federico Michele di Zweibrücken-Birkenfeld ritratto da Georges Desmarées

Il 6 febbraio 1746, Maria Francesca sposò Federico Michele, conte palatino di Zweibrücken-Birkenfeld. Dopo aver dato alla luce cinque figli, il rapporto con il marito cominciò a naufragare dal 1760.
Secondo lei fu sedotta dal cattivo esempio della corte e cominciò una relazione con un attore di Mannheim. Quando rimase incinta, Maria Francesca fu bandita dalla corte. A Strasburgo partorì un maschio, e fu poi confinata ad una semi-detenzione in vari monasteri, prima dalle Orsoline a Metz e poi dagli Agostiniani di Bonnevoie nel ducato di Lussemburgo. Dopo la morte di suo marito nel 1767, le fu permesso di tornare al castello di Sulzbach.

### Morte

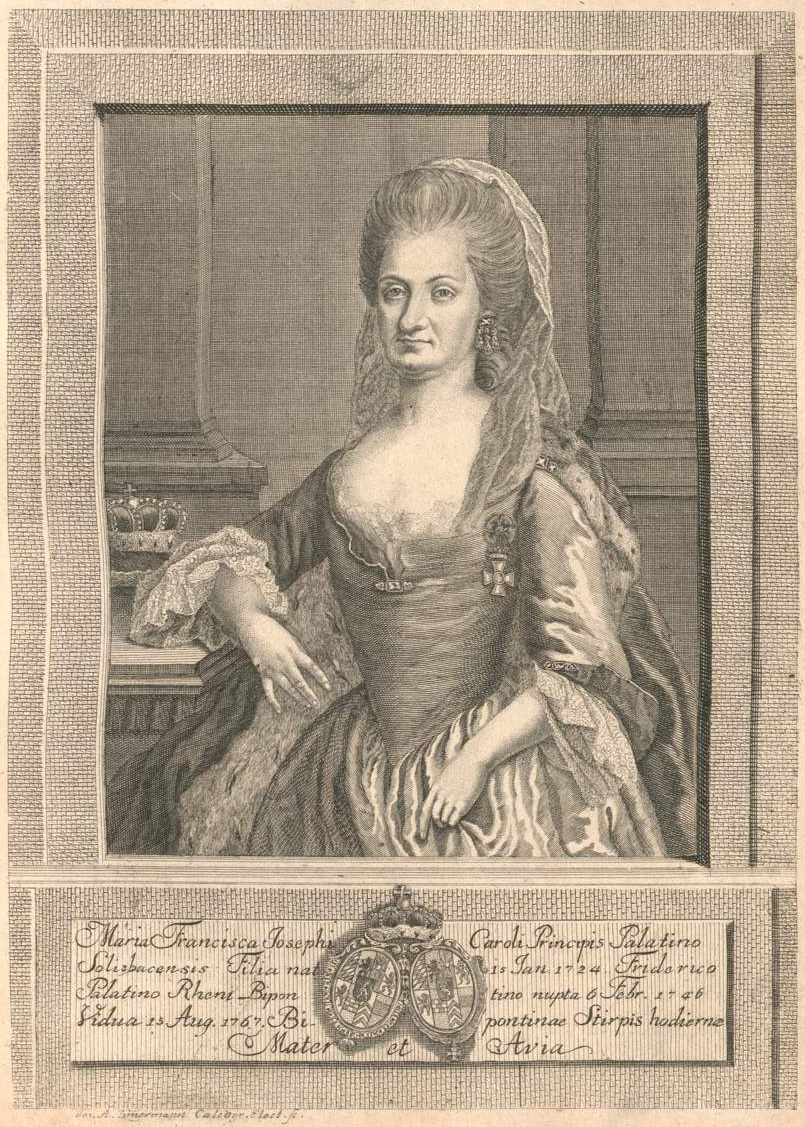
Maria Franziska di Sulzbach in una stampa d'epoca

Maria Francesca morì a Sulzbach nel 1794, tre mesi dopo la sorella maggiore Elisabetta Augusta, e venne inumata nella chiesa parrocchiale locale. Il suo cuore fu sepolto separatamente e dal 1983 è conservato in una teca argentata presso la Gnadenkapelle di Altötting.
Rimasto vedovo, suo cognato Carlo Teodoro si risposò con Maria Leopoldina d'Asburgo-Este, ma non ne ebbe figli, e morì nel febbraio 1799 senza prole legittima sopravvissuta: il Palatinato e la Baviera furono ereditati dal più giovane dei figli di Maria Francesca, Elettore di Baviera con il nome di Massimiliano IV Giuseppe (divenuto poi Re di Baviera con il nome di Massimiliano I). Pertanto, Maria Francesca è antenata di tutti i Re bavaresi fino al 1918 e del ramo reale ancora vivente dei Wittelsbach.

## Discendenza
La contessa Maria Francesca e Federico Michele di Zweibrücken-Birkenfeld ebbero cinque figli:
- Carlo II Augusto del Palatinato-Zweibrücken (1746-1795);
- Clemente Augusto Giuseppe Federico (1749-1750);
- Maria Amalia Augusta (1752-1828), sposò il re Federico Augusto I di Sassonia;
- Maria Anna (1753-1824), sposò il duca Guglielmo in Baviera;
- Massimiliano I (1756-1825), re di Baviera.

## Ascendenza
|                                                 |                                  |                                             | Genitori                                          |  |  | Nonni |  |  | Bisnonni                                  |  |  | Trisnonni                      |  |
|                                                 |                                  |                                             |                                                   |  |  |       |  |  | Cristiano Augusto del Palatinato-Sulzbach |  |  | Augusto del Palatinato-Neuburg |  |
|                                                 |                                  |                                             |                                                   |  |  |       |  |  | Cristiano Augusto del Palatinato-Sulzbach |  |  | Augusto del Palatinato-Neuburg |  |
|                                                 |                                  | Edvige di Holstein-Gottorp                  |                                                   |  |  |       |  |  | Cristiano Augusto del Palatinato-Sulzbach |  |  |                                |  |
| Teodoro Eustachio del Palatinato-Sulzbach       |                                  |                                             |                                                   |  |  |       |  |  | Cristiano Augusto del Palatinato-Sulzbach |  |  |                                |  |
|                                                 |                                  | Amalia di Nassau-Siegen                     | Giovanni VII di Nassau-Siegen                     |  |  |       |  |  |                                           |  |  |                                |  |
|                                                 |                                  | Amalia di Nassau-Siegen                     | Giovanni VII di Nassau-Siegen                     |  |  |       |  |  |                                           |  |  |                                |  |
|                                                 |                                  | Amalia di Nassau-Siegen                     | Margherita di Schleswig-Holstein-Sonderburg       |  |  |       |  |  |                                           |  |  |                                |  |
| Giuseppe Carlo del Palatinato-Sulzbach          |                                  | Amalia di Nassau-Siegen                     |                                                   |  |  |       |  |  |                                           |  |  |                                |  |
|                                                 |                                  | Guglielmo d'Assia-Rotenburg                 | Ernesto d'Assia-Rheinfels                         |  |  |       |  |  |                                           |  |  |                                |  |
|                                                 |                                  | Guglielmo d'Assia-Rotenburg                 | Ernesto d'Assia-Rheinfels                         |  |  |       |  |  |                                           |  |  |                                |  |
|                                                 |                                  | Guglielmo d'Assia-Rotenburg                 | Maria Eleonora di Solms-Hohensolms-Lich           |  |  |       |  |  |                                           |  |  |                                |  |
| Maria Eleonora d'Assia-Rotenburg                |                                  | Guglielmo d'Assia-Rotenburg                 |                                                   |  |  |       |  |  |                                           |  |  |                                |  |
|                                                 |                                  | Maria Anna di Löwenstein-Wertheim-Rochefort | Ferdinando Carlo di Löwenstein-Wertheim-Rochefort |  |  |       |  |  |                                           |  |  |                                |  |
|                                                 |                                  | Maria Anna di Löwenstein-Wertheim-Rochefort | Ferdinando Carlo di Löwenstein-Wertheim-Rochefort |  |  |       |  |  |                                           |  |  |                                |  |
|                                                 |                                  | Maria Anna di Löwenstein-Wertheim-Rochefort | Anna Maria di Fürstenberg-Heiligenberg            |  |  |       |  |  |                                           |  |  |                                |  |
| Maria Francesca del Palatinato-Sulzbach         |                                  | Maria Anna di Löwenstein-Wertheim-Rochefort |                                                   |  |  |       |  |  |                                           |  |  |                                |  |
|                                                 | Filippo Guglielmo del Palatinato | Volfango Guglielmo del Palatinato-Neuburg   |                                                   |  |  |       |  |  |                                           |  |  |                                |  |
|                                                 | Filippo Guglielmo del Palatinato | Volfango Guglielmo del Palatinato-Neuburg   |                                                   |  |  |       |  |  |                                           |  |  |                                |  |
|                                                 | Filippo Guglielmo del Palatinato | Maddalena di Baviera                        |                                                   |  |  |       |  |  |                                           |  |  |                                |  |
| Carlo III Filippo del Palatinato                | Filippo Guglielmo del Palatinato |                                             |                                                   |  |  |       |  |  |                                           |  |  |                                |  |
|                                                 |                                  | Elisabetta Amalia d'Assia-Darmstadt         | Giorgio II d'Assia-Darmstadt                      |  |  |       |  |  |                                           |  |  |                                |  |
|                                                 |                                  | Elisabetta Amalia d'Assia-Darmstadt         | Giorgio II d'Assia-Darmstadt                      |  |  |       |  |  |                                           |  |  |                                |  |
|                                                 |                                  | Elisabetta Amalia d'Assia-Darmstadt         | Sofia Eleonora di Sassonia                        |  |  |       |  |  |                                           |  |  |                                |  |
| Elisabetta Augusta Sofia del Palatinato-Neuburg |                                  | Elisabetta Amalia d'Assia-Darmstadt         |                                                   |  |  |       |  |  |                                           |  |  |                                |  |
|                                                 |                                  | Boguslavo Radziwiłł                         | Janusz Radziwiłł (1579-1620)                      |  |  |       |  |  |                                           |  |  |                                |  |
|                                                 |                                  | Boguslavo Radziwiłł                         | Janusz Radziwiłł (1579-1620)                      |  |  |       |  |  |                                           |  |  |                                |  |
|                                                 |                                  | Boguslavo Radziwiłł                         | Elisabetta Sofia di Brandeburgo                   |  |  |       |  |  |                                           |  |  |                                |  |
| Ludwika Karolina Radziwiłł                      |                                  | Boguslavo Radziwiłł                         |                                                   |  |  |       |  |  |                                           |  |  |                                |  |
|                                                 |                                  | Anna Maria Radziwiłł                        | Janusz Radziwiłł (1612-1655)                      |  |  |       |  |  |                                           |  |  |                                |  |
|                                                 |                                  | Anna Maria Radziwiłł                        | Janusz Radziwiłł (1612-1655)                      |  |  |       |  |  |                                           |  |  |                                |  |
|                                                 |                                  | Anna Maria Radziwiłł                        | Katarzyna Potocka                                 |  |  |       |  |  |                                           |  |  |                                |  |
|                                                 |                                  | Anna Maria Radziwiłł                        |                                                   |  |  |       |  |  |                                           |  |  |                                |  |